# Toisvesi
Toisvesi är en sjö i Finland. Den ligger i kommunen Virdois i landskapet Birkaland, i den sydvästra delen av landet, 240 km norr om huvudstaden Helsingfors. Toisvesi ligger 98,1 meter över havet. Den är 85 meter djup. Arean är 29,4 kvadratkilometer och strandlinjen är 81,52 kilometer lång. Sjön  ingår i Kumo älvs huvudavrinningsområde.   Den sträcker sig 15,6 kilometer i nord-sydlig riktning, och 10,5 kilometer i öst-västlig riktning.
Toisvesi är Finlands tredje djupaste sjö. Till ytan är Toisvesi Birkalands tionde största sjö.

## Öar
- Kalkkaankivi (en ö)
- Lahtikari (en ö)
- Haukkasaari (en ö)
- Myllykari (en ö)
- Suullisensaari (en ö)
- Mertokari (en ö)
- Nuottisaari (en ö)
- Ollinsaari (en ö)
- Pajusaari (en ö)
- Lemetinsaari (en ö)
- Koninkivi (en ö)
- Rantinsaari (en ö)
- Tärmätänsaari (en ö)
- Pukkisaari (en ö)
- Lempiluodot (en ö)
- Akonsaari (en ö)
- Tiirasaari (en ö)
- Varpuslinna (en ö)
- Ruumissaari (en ö)
- Niittysaari (en ö)
- Koskisaaret (en ö)
- Talassaari (en ö)